# Борис Цветков
Борис Атанасов Цветков (болг. Борис Цветков; 23 березня 1918, Хотово — 18 листопада 2018, Софія) — болгарський дипломат. Постійний представник Болгарії при Організації Об'єднаних Націй (1980—1987).

## Життєпис
Народився 23 березня 1918 року в селі Хотово Санданського муніципалітету. У 1936 році закінчив Горноджумайську середню школу. У 1942 році закінчив юридичний факультет Софійського університету.
З 1942 року працював стажистом адвоката в Софії. Брав участь у Руху Опору під час Другої світової війни. Після арешту поліції та подальшого звільнення він пішов у підпілля. Партизан і політичний комісар партизанського загону імені Яне Санданського, взаємодіючи з партизанами ЕЛАС. Після 9 вересня 1944 року працював на партійній посаді в Благоєвграді. Після навчання перейшов на дипломатичну роботу. Працював секретарем посольства в Швейцарії (1948), інструктором ЦК Болгарської комуністичної партії з питань зовнішньої політики (1956), першим послом в Алжирі (1962—1966), заступником начальника відділу зовнішньої політики та міжнародних відносин. Посол в Італії та на Мальті (1970—1976). Заступник міністра закордонних справ (1976—1988) і Постійний представник Болгарії при Організації Об'єднаних Націй (1980—1987). Представляв Болгарію в Раді Безпеки ООН (1985—1986). У 1988 році вийшов на пенсію.
Помер 18 листопада 2018 року у Софії.